# مجید باجلان
مجید باجلان (زاده ۴ نوامبر ۱۹۸۰) یک بازیکن فوتبال اهل ایران است.